# Camera di calma
La camera di calma è il più noto e diffuso degli abbattitori gravitazionali.
Si basa come la maggior parte degli abbattitori sul principio che le particelle di particolato contenute in un gas, avendo inerzia maggiore, se sottoposte ad una forza esterna possono venire separate dalla corrente dei fumi e portate ad impattare contro le pareti dei condotti, sulle quali si depositano e possono venire agevolmente eliminate.
Questi abbattitori in particolare sfruttano per l'obiettivo la forza di gravità.

## Caratteristiche costruttive
La struttura costruttiva altro non è che una camera rettangolare che di fatto non fa altro che aumentare la sezione del condotto attraverso cui passano i fumi per rallentarne la velocità dando così il tempo alle particelle di particolato di depositarsi nelle tramogge presenti sul fondo della stessa camera di calma.
La camera di calma, negli impianti di potenza, è quasi sempre presente con la funzione di primo abbattitore del particolato più grossolano, a causa dei suoi bassi costi di impianto.

## Equazioni
Le equazioni che governano il fenomeno si basano sull'assunto che, affinché una particella possa essere abbattuta durante il suo percorso attraverso la camera di calma, il tempo che essa trascorra al suo interno deve essere maggiore o uguale al suo tempo di caduta sul fondo
Il tempo di permanenza dei fumi nella camera (t) sarà dato dal rapporto
{\displaystyle t=L/v(g)}
dove L è la lunghezza della camera nella direzione del moto dei fumi e v(g) è la velocità dei fumi stessi. Questa ultima quantità può anche essere espressa nella forma
{\displaystyle v(g)=Q/BH}
dove Q è la portata volumetrica dei fumi mentre H e B sono rispettivamente l'altezza e la profondità della camera di calma.
Il tempo di caduta di una generica particella (considerando la condizione più sfortunata in cui la particella entra in prossimità della parte superiore del condotto e debba dunque percorrere una distanza H per raggiungere le tramogge) sarà dato da
{\displaystyle \tau =H/v(t)}
dove v(t) è la velocità della particella una volta raggiunto l'equilibrio tra la forza di gravità e la forza di trascinamento data dal flusso di fumi che agiscono su di essa. (Si tenga conto del fatto che il transitorio durante il cui la particella raggiunge la sua velocità terminale v(t) è trascurabile ai fini dei calcoli)
Eguagliando queste due equazioni si ottiene il diametro minimo che una particella deve avere per essere efficacemente abbattuta all'interno della camera di calma. Si tenga conto che:
- Il valore della forza di trascinamento data dai fumi dipende dall'area della particella, dalla densità dei fumi, dalla velocità relativa tra la particella e i fumi elevata al quadrato e da un coefficiente di trascinamento che a sua volta è funzione del regime di moto dei fumi attorno alla particella (funzione dunque del numero di Reynolds)

- Affinché la particella sia efficacemente abbattuta, la sua velocità di trascinamento, ovvero la velocità che deve avere il fluido a contatto con essa per poterla risollevare da terra, deve essere maggiore della velocità dei fumi, altrimenti la particella viene nuovamente sollevata dalla corrente di fumi e l'abbattimento non è efficace

## Pregi e difetti
+ Economici

+ Semplici a livello costruttivo

+ Basse perdite di carico

+ Facilità di raccolta delle ceneri+ Possibilità di lavorare a qualsiasi temperatura

+ Possibilità di lavorare con fumi umidi

- Ingombranti

- Efficienze nulle per particolato di piccole dimensioni (fino a 100 µm)